# Клуейн
Езерото Клуейн (на английски: Kluane Lake) е най-голямото езеро в територия Юкон. Площта му, заедно с островите в него е 409 км2, която му отрежда 118-о място сред езерата на Канада. Площта само на водното огледало без островите е 405 км2. Надморската височина на водата е 781 м. Клейен е най-западното езеро на Канада с площ над 400 км2.
Езерото се намира в югозападната част на територия Юкон, сред Скалистите планини. Клуейн има дължина от север на юг 71 км, а максималната му ширина е 9 км. Седем месеца от годината е сковано от дебела ледена покривка.
За разлика от повечето канадски езера, които са със силно разчленена брегова линия, бреговете на Атлин са сравнително слабо разчленени и с малко острови в него с обща площ от 4 км2.
От юг в езерото се влива река Слимс, а от северозападния му ъгъл изтича река Клуейн, десен приток на Донджек, която е десен приток на река Уайт, която е ляв приток на Юкон.
Бреговете на Атлин са безлюдни и стръмни. Покрай цялото югозападно крайбрежие на езерото преминава канадското шосе № 1 (Аляскинската магистрала) от Доусън Крийк (Британска Колумбия) до Делта Джанкшън (Аляска), на което се разположени единствените две селище по бреговете му – Бъроуш Ландинг и Дестрикшън Бей. През краткия летен сезон езерото е притегателен център за туризъм, лов и риболов.